# Wojciech Eckert (inżynier)
Wojciech Eckert (ur. 23 kwietnia 1958 w Rzepinie) – polski naukowiec z dziedziny budownictwa i ochrony dóbr kultury, profesor nadzwyczajny Uniwersytetu Zielonogórskiego, doktor habilitowany nauk technicznych w zakresie architektury, inżynier budownictwa, wykładowca w Zakładzie Budownictwa Ogólnego, dyrektor Instytutu Budownictwa na Wydziale Budownictwa, Architektury i Inżynierii Środowiska (członek rady instytutu i członek rady wydziału). Syn prof. Mariana Eckerta.
W latach 1977–1982 studiował na Wydziale Budownictwa Wyższej Szkoły Inżynierskiej w Zielonej Górze. Na Wydziale Architektury Politechniki Wrocławskiej obronił rozprawę doktorską i habilitacyjną:
- „Twierdza Głogów w procesie rozwoju nowożytnej sztuki fortyfikacyjnej (XVII-XX w.)” (1993),
- „Fortyfikacje nadodrzańskie w procesie rozwoju nowożytnej sztuki fortyfikacyjnej w XVII-XIX wieku” (2010).

Obecnie dyrektor Narodowego Instytutu Dziedzictwa Oddziału Terenowego w Zielonej Górze. Za swoją dotychczasową działalność 21 listopada 2001 został wyróżniony przez Ministra Kultury Rzeczypospolitej Polskiej Złotą Odznaką Za Opiekę Nad Zabytkami.

## Monografie
- Fortyfikacje nadodrzańskie w procesie rozwoju nowożytnej sztuki fortyfikacyjnej w XVII–XIX wieku, Oficyna Wydawnicza UZ, 2007, ISBN 978-83-7481-100-2.
- Fortyfikacje Głogowa, Oficyna Wydawnicza UZ, 2006, ISBN 83-7481-055-6.
- Fortyfikacje Zielonej Góry, Oficyna Wydawnicza UZ, 2003, ISBN 83-89321-75-0.